# Myrmekophylaxis
Unter Myrmekophylaxis versteht man eine Symbiose zwischen Ameisen und Pflanzen, bei der die Pflanzen Unterkunft und Nahrung zur Verfügung stellen. Diese Pflanzenarten werden als Myrmecophyten bezeichnet. Die Ameisen attackieren Pflanzenfresser mit Bissen und Gift und/oder verbeißen Lianen und andere pflanzliche Konkurrenten. Die Form der Wohnraum- und Nahrungsversorgung der Ameisen ist bei den verschiedenen Taxa jeweils unterschiedlich. Die Myrmekophylaxis ist fakultativ; Pflanzen ohne Ameisenpartner überleben ebenfalls, müssen dafür jedoch Fraßgifte herstellen oder erleiden mehr Fraßschäden.

## Beispiele

### Akazien

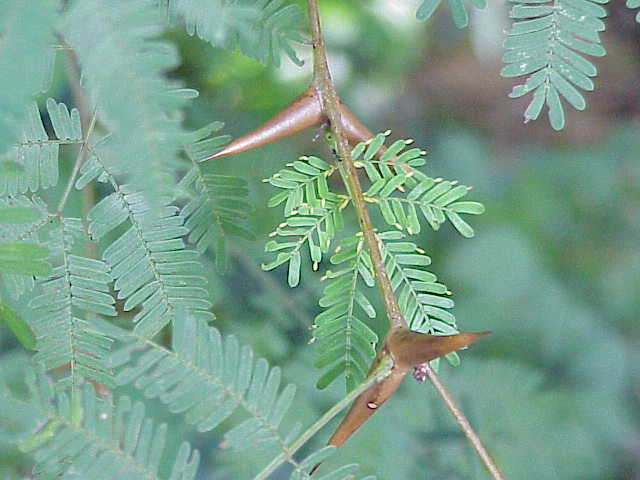
Acacia collinsii: Die hohlen Nebenblattdornen (Domatien) dienen den Ameisen als Unterkunft, während die Belt'schen Körperchen an den Spitzen der Blättchen als Futter dienen.

Unter den etwa 700 Akazien-Arten sind einige mit besonders großen Nebenblattdornen (Domatien) ausgestattet, wie etwa Acacia collinsii oder Acacia sphaerocephala. Diese Akazien werden wegen der Größe und Form der Dornen häufig auch als „Büffelhorn-Akazien“ (englisch: buffalo thorn) bezeichnet. Die Nebenblattdornen werden von einer Ameisenkönigin (z. B. bei A. sphaerocephala aus der Gattung Pseudomyrmex) ausgehöhlt und somit zum Wohnraum der Ameisen.
Als Futter dienen unter anderem extraflorale Nektarien (Drüsen zur Ausscheidung von zuckerreichem Nektar außerhalb der Blüte). Diese liegen bei A. collinsii an der Basis der Blattstiele. Zudem werden an den Blättchen protein- und fettreiche Futterkörperchen ausgebildet. Diese werden als Belt’sche Körperchen bezeichnet.
Akazien-Individuen, die noch keinen Ameisenstaat beherbergen, müssen viele sekundäre Metaboliten, also Fraßgifte produzieren. Akazien mit Ameisen sparen sich deren Herstellung. Die großen Dornen halten zwar große Säugetieren von den Akazienblättern ab, aber nicht pflanzenfressende Insekten. Hinzu kommt, dass diverse savannenbewohnende Säuger, wie z. B. die Giraffen, gelernt haben, sehr geschickt mit den Lippen und der Zunge die Blätter abzuzupfen.

### Macaranga
Einige Arten der paläotropischen Gattung Macaranga (Euphorbiaceae), wie z. B. Macaranga triloba, sind ebenfalls mit Ameisen eine enge Beziehung eingegangen. Ihre Partner sind Ameisen der Gattung Crematogaster aus der Untergattung Decacrema.
Die Ameisen leben in den hohlen Sprossachsen. Als Nahrung bietet Macaranga tribola gleich drei Quellen. An den Enden der Blattadern am Blattrand befinden sich extraflorale Nektarien, die die Ameisen mit zuckerhaltigem Pflanzensaft versorgen. Häufig finden sich zudem in den hohlen Sprossachsen regelrechte Kulturen von Schildläusen, die die Ameisen analog zu den Blattläusen melken und so ebenfalls Zucker erhalten. An den Blattansätzen befinden sich Nebenblätter, die Futterkörper produzieren. Diese bezeichnet man als Beccari'sche Körperchen.
Um die Ameisen vor Konkurrenz durch andere Ameisen und Insekten zu schützen, bilden manche Macaranga-Arten sogar spezielle Wachse auf der Oberfläche (epicuticuläre Wachse) der Sprossachsen. Nicht angepasste Insekten können sich auf ihnen nicht halten und können somit nicht auf dem Stängel der Pflanze umherlaufen.

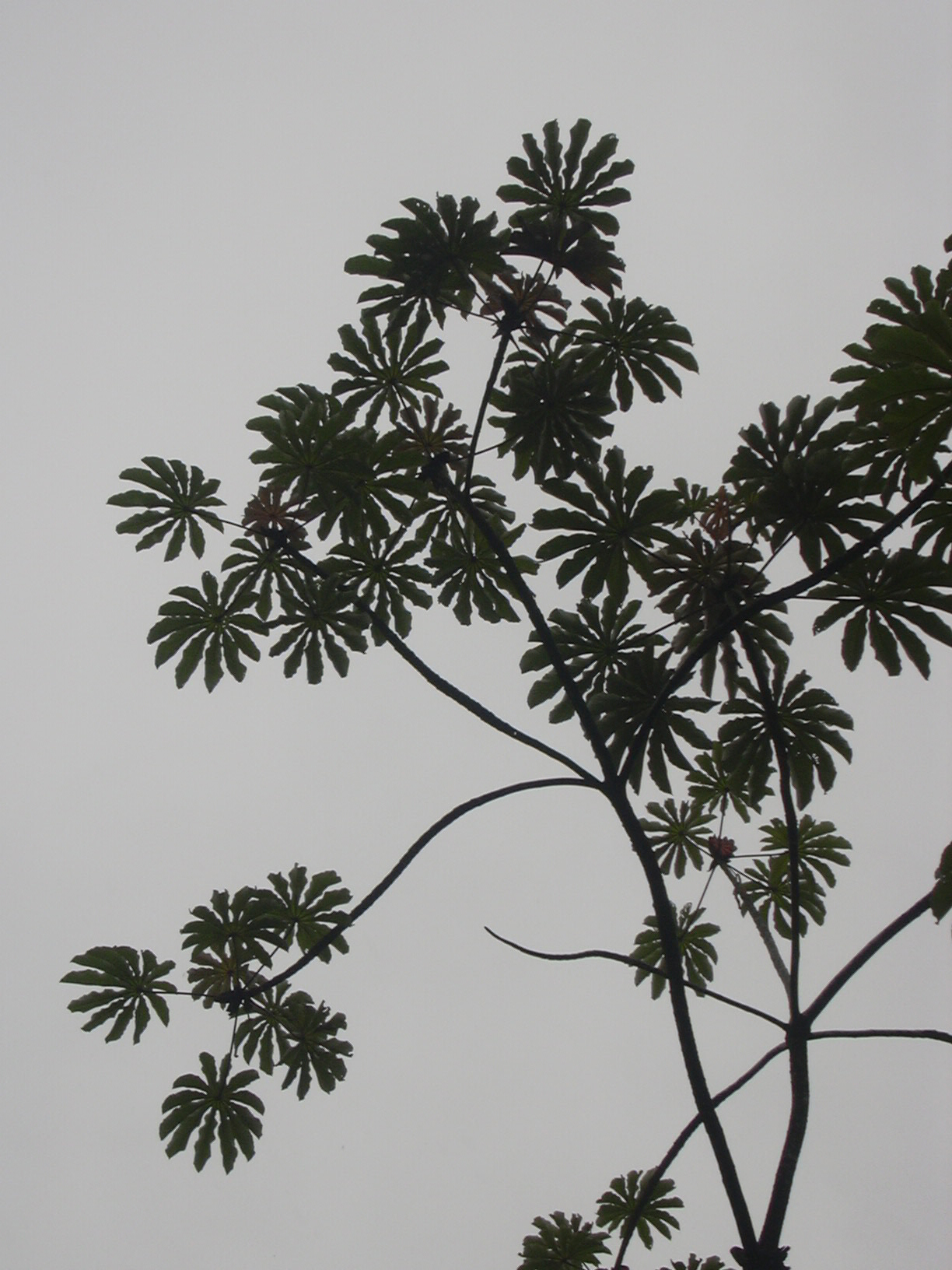
Auch bei der Art Cecropia obtusifolia findet sich Myrmekophylaxis

### Cecropia
Die meisten (aber nicht alle) Arten der in den Tropen der neuen Welt beheimatete Gattung Cecropia bilden mit Ameisen der Gattung Azteca eine Symbiose. Die hohlen Sprossachsen sind an Blattansatzstellen (Nodien) verdickt und bilden dort durch eine Zwischenwand Kammern aus. Meist über den Blattansätzen sind die Sprossachsen zudem sehr dünn, sodass sie dort von einer Ameise durchbissen werden können. Die Kammern dienen dann als Wohnraum. Als Nahrung dienen wie bei Macaranga Schildlauskulturen in den hohlen Sprossachsen. An der Unterseite der Blattstielbasis werden zudem Futterkörperchen ausgebildet, die Protein- und Fettlieferanten sind. Sie werden hier als Müller’sche Körperchen bezeichnet.

### Weitere Beispiele
Weitere Beispiele sind alle Arten der Pflanzengattung Myrmecodia, und einzelne Arten der Bromelien-Gattungen Brocchinia und Tillandsia.